# Antrodia calceus
Antrodia calceus är en svampart som först beskrevs av Elias Fries, och fick sitt nu gällande namn av Alcides Ribeiro Teixeira 1992. Antrodia calceus ingår i släktet Antrodia och familjen Fomitopsidaceae.   Inga underarter finns listade i Catalogue of Life.